# Leedham Bantock
Leedham Bantock (Londra, 1870 – Londra, 15 ottobre 1928) è stato un regista, sceneggiatore e attore britannico.

## Filmografia
La filmografia è completa.

### Regista
- Seymour Hicks and Ellaline Terriss - cortometraggio (1913)
- Ivanhoe (1913)
- Scrooge (1913)
- David Garrick (1913)
- A Motorcycle Elopement (1914)
- Always Tell Your Wife (1914)
- A Patriotic English Girl (1914)
- Kismet (1914)
- From Flower Girl to Red Cross Nurse (1915)
- A Prehistoric Love Story (1915)
- A Daughter of England (1915)
- The Beggar Girl's Wedding  (1915)
- The Girl of My Heart (1915)
- The Girl Who Took the Wrong Turning (1915)
- The Shopsoiled Girl - mediometraggio (1915)
- The Veiled Woman (1917)

### Sceneggiatore
- Mephisto, regia di Alfred de Manby, regia F. Martin Thornton (1912)
- Santa Claus, regia di Walter R. Booth, R.H. Callum, F. Martin Thornton (1912)
- Ivanhoe, regia di Leedham Bantock (1913)
- The Tempter, regia di R.H. Callum e F. Martin Thornton (1913)

### Attore
- Santa Claus, regia di Walter R. Booth, R.H. Callum, F. Martin Thornton (1912)
- Scrooge, regia di Leedham Bantock (1913)
- The Tempter, regia di R.H. Callum e F. Martin Thornton (1913)